# Отношения между Австрия и България
Отношенията между Австрия и България са двустранните отношения между европейските държави Австрия и България. Австрия има свое посолство в София, а България – във Виена.
Дипломатическите отношения между двете страни водят началото си от 1879 година, когато Австро-Унгария е сред първите държави, с които България установява двустранни контакти след своето Освобождение. Днес двете страни имат постоянни активни контакти като членове на Европейския съюз.
Към 2024 година вносът на България от Австрия е на стойност 1,21 милиарда евро (главно автомобили и медикаменти), а износът – 678 милиона евро (главно медицински устройства, двигатели и спортно оборудване), като австрийските инвестиции в България са на стойност 5,30 милиарда евро.